# Oecomys roberti
Oecomys roberti és una espècie de mamífer rosegador de la família dels cricètids. Viu al nord de Bolívia, el Brasil, la Guaiana Francesa, Guyana, l'est del Perú, Surinam i el sud de Veneçuela. Es tracta d'un animal relativament comú. El seu hàbitat natural són els boscos. És una espècie en risc mínim, és a dir, no sembla que hi hagi cap amenaça significativa per a la seva supervivència.